# Jean Yonnel
Jean Yonnel, pe numele său real Jean-Estève Schachmann, (n. 21 iulie 1891, București, România – d. 17 august 1968, Paris, Franța) a fost un renumit actor evreu-francez de origine română. Unul din cei 4 actori români societari ai Comediei Franceze, alături de Eduard de Max, Maria Ventura și Elizabeth Nizan.
A fost unul din ultimii actori ce făceau parte din marea tradiție de artiști ai începutului de secol. A jucat cu Mounet Sully și Sarah Bernhardt și și-a realizat marile roluri pe scena Comediei Franceze, după ce jucase în tinerețea sa la Teatrul Odeon, Théâtre du Gymnase Marie Bell și la Teatrul Sarah Bernhardt, unde s-a evidențiat în piesa „Gloria” de Maurice Rostand.
La Comedia Franceză s-a evidențiat mai ales în roluri de tânăr tragic și romantic, fiind interpretul favorit al lui Henry de Montherlant pentru rolul regelui Ferrante din "La Reine Morte".
Numit profesor la Conservatorul Național de Artă Dramatică, Yonnel a perpetuat, între 1947 - 1962, marea tradiție clasică.
Potrivit Noëlle Guibert și Jacqueline Razgonnikoff (în Dicționar de actori francezi) a fost: "Un actor exigent, onest, riguros și scrupulos" (Sursa: "Comedia Franceză", Nr 129-130, mai-iunie 1984).
De asemenea Yonnel a apărut și într-o serie de filme între 1913 - 1966, precum și într-un film realizat pentru televiziune în 1961.
Arhiva Jean Yonnel se află în posesia lui Fabian Anton.

## Studii
- Conservatorul de Artă Dramatică (Clasa Leitner)

## Premii
- Premier Prix de Tragédie
- Premier Accessit de Comédie

## Cariera la Comedia Franceză
- Angajat la 20 ianuarie 1926
- Societar la 1 ianuarie 1929
- Decan la 1 ianuarie 1954
- Pensionar la 31 decembrie 1955
- Societar onorific la 1 ianuarie 1956

## Roluri
- Don Rodrigue, Cidul, Pierre Corneille, între 21 februarie 1926 - 1929 (de 7 ori)
- Silvio, À quoi rêvent les jeunes filles, Alfred de Musset, 21 aprilie 1926
- Gérald, La Fille de Roland, Henri de Bornier, 1926
- Oreste, Andromaca, Jean Racine, între 1926-1948 (de 50 de ori)
- Hippolyte, Fedra, Jean Racine, între 1926-1936 (de 21 de ori)
- Antiochus, Bérénice, Jean Racine, între 22 august 1926 - 11 mai 1944 (de 37 de ori)
- Britannicus, Britannicus, Jean Racine, între 1926-1930 (9 ori)
- Poetul, La Nuit de Mai, Alfred de Musset, 1926
- Pierre Vareine, Les Marionnettes, Pierre Wolff, 1926
- Curiace, Horace, Pierre Corneille, între 1927-1940 (de 36 de ori)
- Pierre Rigaud, Le Cœur partagé, Tristan Bernard, 1927
- Néro, Britannicus, Jean Racine, între 1927-1942 (de 30 de ori)
- Pierre Sibald, Le Flambeau de la noce, Saint-Georges de Bouhélier, 25 martie 1927
- Prinzivalle, Monna Vanna, Maurice Maeterlinck, 1927
- Thomas Strozzi, Lorenzaccio, Alfred de Musset, 4 iunie 1927
- Pierre Strozzi, Lorenzaccio,Alfred de Musset, 1927
- Chatterton, Chatterton, Alfred de Vigny, între 11 iunie 1927 - 14 ianuarie 1937 (de 14 ori)
- Fantasio, Fantasio, Alfred de Musset, 1927
- Jean Gaussin, Sapho, Alphonse Daudet și Auguste Belot, 1928
- Perdican, On ne badine pas avec l'amour, Alfred de Musset, 1928
- Nemours, Louis XI, Casimir Delavigne, 1928
- Philippe Rosègue, Le Marchand de Paris, Edmond Fleg, 5 martie 1929
- René Dangenne, Antoinette Sabrier, Romain Coolus, 28 mai 1929
- Sylvestre, La Belle marinière, Marcel Achard, 4 noiembrie 1929
- Prințul Eysenack, La Nuit vénitienne, Alfred de Musset, 1929
- Henry III, Les Trois Henry, André Lang, 19 martie 1930
- André d'Éguzon, La Belle Aventure, Robert de Flers, Gaston Arman de Caillavet și Emmanuel Arène, 11 octombrie 1930
- Henry Guize, Le Maître de son cœur, Paul Raynal, 31 ianuarie 1931
- Robert de Chaceroy, La Rafale, Henry Bernstein, 10 martie 1931
- Don Sanche, Cidul, Pierre Corneille, 10 iunie 1931 - 5 iunie 1933 (de 7 ori)
- Gilles, Le Voyageur et l'amour, Paul Morand, 25 ianuarie 1932
- Hamlet, La Tragique histoire d'Hamlet, William Shakespeare - Paul Morand și Marcel Schwob, 3 mai 1932
- Charles Ponta Tulli, Le Secret, Henri Bernstein, 27 decembrie 1932
- Prințul neamț, La Francerie, Paul Raynal, 21 martie 1933
- Frédéri, L'Arlésienne, Alphonse Daudet, 8 octombrie 1933
- Prințul, La Couronne de carton, Jean Sarment, 19 martie 1934
- Rodrigue, Une nuit d'automne, Jean Valmy-Baysse, 1 octombrie 1934
- Polyeucte, Polyeucte, Pierre Corneille, 22 martie 1937 - 1949 (de 49 de ori)
- Acomat, Bajazet, Jean Racine, regizor Jacques Copeau, 24 mai 1937 - 29 septembrie 1958 (de 32 de ori)
- Filosoful, Le Simoun, Henri-René Lenormand, regizor Gaston Baty, 22 iunie 1937
- Don Carlos, Hernani, Victor Hugo, regizor Georges Le Roy, 10 august 1937
- Mithridate, Mithridate, Jean Racine, regizor Jean Yonnel, 16 decembrie 1937 - 17 aprilie 1961 (de 52 de ori)
- Ruy Blas, Ruy Blas, Victor Hugo, regizor Pierre Dux, 23 mai 1938 - 9 martie 1944 (de 49 de ori)
- d'Artagnan, Cyrano de Bergerac, Edmond Rostand, regizor Pierre Dux, 19 decembrie 1938
- Iisus, A souffert sous Ponce Pilate, Paul Raynal, regizor René Alexandre, 26 aprilie 1939
- Joad, Athalie, Jean Racine, regizor Georges Le Roy, 19 mai 1939 - 8 februarie 1948 (de 27 de ori)
- Un paznic, Mizantropul, Molière, regizor Jacques Copeau, 29 februarie 1940
- Thoas, Ifigenia în Taurida, Goethe, regizor Jean Yonnel, 10 aprilie 1942
- Regele Ferrante, La Reine morte, Henry de Montherlant, regizor Pierre Dux, 8 decembrie 1942 - 1962 (de 330 de ori)
- Don Pélage, Le Soulier de satin, Paul Claudel, regizor Jean-Louis Barrault, 27 noiembrie 1943
- Brécourt, L'Impromptu de Versailles, Molière, regizor Pierre Dux, 28 octombrie 1944
- Tartuffe, Tartuffe, Molière, 22 mai 1945
- Theseu, Fedra, Jean Racine, regizor Jean-Louis Barrault, 22 iunie 1945
- Don Salluste de Bazan, Ruy Blas, Victor Hugo, regizor Pierre Dux, 25 iunie 1945 - 1 iunie 1950 (de 55 de ori)
- Oronte, Mizantropul, Molière, turneu în Germania, 9 martie 1946 ; la Paris la 1 aprilie 1946
- Iphitas, La Princesse d'Élide, Molière, regizor Jean-Louis Barrault, 30 mai 1946
- Assuérus, Esther, Jean Racine, regizor Georges Le Roy, 30 mai 1946 (17 ori)
- Monsieur de Virelade, Les Mal-aimés, François Mauriac, regizor Jean-Louis Barrault, 22 noiembrie 1946
- Titus, Bérénice, Jean Racine, regizor Gaston Baty, 13 decembrie 1946 au 27 februarie 1947 (de 24 de ori)
- Mazarin, Le Lever du soleil, Mme Simone, regizor Jean Meyer, 20 decembrie 1946
- Marchizul de Porcellet, Les affaires sont les affaires, Octave Mirbeau, 24 mai 1947
- Colonelul Philippe Bridau, La Rabouilleuse, Émile Fabre, după Honoré de Balzac, 4 octombrie 1947
- Marchizul de la Romana, Les Espagnols en Danemark, Prosper Mérimée, regizor Jean Meyer, 5 mai 1948
- Agammemnon, Iphigénia, Jean Racine, regizor Julien Bertheau, 23 martie 1949 (15 ori)
- Don Diègue, Cidul, Pierre Corneille, regizor Julien Bertheau, 12 octombrie 1949 - 1963 (212 ori)
- Inchizitorul, L'Homme de cendres, André Obey, regizor Julien Bertheau, 21 decembrie 1949
- Papa Pius, L'Otage, Paul Claudel, regizor Henri Rollan, 23 mai 1950
- Prusias, Nicomède, Pierre Corneille, regizor Jean Yonnel, 29 noiembrie 1950
- Juste-Agénior de Baraglioul, Les Caves du Vatican, André Gide, regizor Jean Meyer, 13 decembrie 1950
- Tirésias, Antigona, Sophocle - Bonnard, 19 iunie 1951
- Don Ruy Gomez, Hernani, Victor Hugo, regizor Henri Rollan, 26 februarie 1952 (14 ori)
- Oedipe, Oedipe rege, Sophocle - Bonnard, regizor Julien Bertheau, 14 mai 1952
- Don Louis, Don Juan, Molière, regizor Jean Meyer, 5 noiembrie 1952
- Bătrînul Horațiu, Horațiu, Pierre Corneille, regizor Jean Debucourt, 9 aprilie 1954
- Oaspetele, Port-Royal, Henry de Montherlant, regizor Jean Meyer, 8 decembrie 1954
- Anne Vercors, L'Annonce faite à Marie, Paul Claudel, regizor Julien Bertheau, 17 februarie 1955
- Don Fernando, Le Maître de Santiago, Henry de Montherlant, regizor Henri Rollan, 10 februarie 1958
- L'annoncier, La Troupe du Roy, Omagiu lui Molière, regizor Paul-Émile Deiber, 15 ianuarie 1962

## Filmografie
- 1913 Le Crime enseveli, scurt metraj de Henri Fescourt
- 1915 Strass și compagnie de Abel Gance
- 1917 Les lois du monde de Roger Lion
- 1918 La flamme cachée de Roger Lion
- 1922 Vingt ans après de Henri Diamant-Berger
- 1925 Jack de Robert Saidreau
- 1933 Obsession ou L'Homme mystérieux de Maurice Tourneur
- 1934 Un soir à la comédie Française de Léonce Perret, scurt metraj
- 1934 Fanatisme de Gaston Ravel
- 1934 Amok de Fédor Ozep
- 1935 Kœnigsmark de Maurice Tourneur
- 1936 L'Appel du silence de Léon Poirier
- 1937 Boissière de Fernand Rivers
- 1937 Les Nuits blanches de Saint-Pétersbourg de Jean Dréville
- 1938 La Tragédie impériale de Marcel L'Herbier
- 1939 Vive la nation / Les trois tambours de Maurice de Canonge
- 1945 La Part de l'ombre de Jean Delannoy
- 1945 Mission spéciale de Maurice de Canonge
- 1947 Les requins de Gibraltar de Emil-Edwin Reinert
- 1950 Le Grand Rendez-vous de Jean Dréville
- 1951 Procès au Vatican de André Haguet
- 1953 Jep le Traboucaire de Jean Faurez – film neterminat
- 1955 Marianne de ma jeunesse de Julien Duvivier
- 1961 Căpitanul Fracasse (Le capitaine Fracasse), regia Pierre Gaspard-Huit
- 1961 La Reine morte, film pentru televiziune de Lazare Iglesis, după La Reine morte de Henry de Montherlant
- 1963 Un enoriaș ciudat (Un drôle de paroissien) de Jean-Pierre Mocky
- 1965 Agent 077: Din Orient cu furie (Agent 077: From the Orient with Fury), regia Sergio Grieco
- 1966 La dama del alba de Francisco Rovira Beleta